# Protoplast
Protoplast je živi dio stanice biljaka, gljiva i bakterija.
Do njega se dolazi uklanjanjem stanične stijenke mehanički ili enzimski. Plazmatska membrana je njegov omotač. Unutar protoplasta su citoplazma i stanična jezgra.
Do odvajanja stijenke od protoplasta može doći i prirodnim putem. U procesu plazmolize vakuola se smanjuje, a stijenka se odvaja od protoplasta. Razlog je što voda izlazi iz vakuole u okolnu otopinu koja je hipertonična (otopina soli, šećera i sl.). Budući da je u vakuoli voda koncentriranija, izlazi u okolinu i povlači protoplast.
Protoplast kod biljaka pogodan je za gensko mijenjanje koje se sprovodi unošenjem odabranih stranih gena koji se ugrađuju u njegov genom. Kad se tako genski preinači protoplast, u kulturi tkiva može se obnoviti cijela biljka s novim osobinama.
Protoplasti se koriste u istraživanju prolaženja tvari kroz staničnu membranu.
Kod biljaka postoji mogućnost da se stapanjem protoplasta može dobiti križance biljaka znatno brže negoli klasičnim križanjem.
Protoplast je kad je stanična stijenka u potpunosti uklonjena i izvedni su iz gram-pozitivnih. Sferoplast je kad je stanična stijenka djelimice uklonjena i gram-negativne su.